# بانزر 35
بانزر 35 دبابة خفيفة تشيكوسلوفاكية طورت من قبل شركة شكودا التشيكوسلوفاكية، أطلق عليها في البداية اسم "LT vzor 35" وهو اختصار لجملة «دبابة خفيفة طراز 35» (بالتشيكية: Lehký Tank vzor 35) وبعد أن احتلت ألمانيا التشيك غُير الاسم إلى "(Panzerkampfwagen 35(t" أي «مركبة قتال مدرعة 35(تي)» ويرجع حرف التاء إلى التشيك، أما الاسم الشائع لها فهو "(Panzer 35(t".
بدأ إنتاج دبابات البانزر-35 عام 1936 واستمر حتى عام 1940 وبلغ مجموع ما أنتج منها 460 دبابة، صدر من هذا العدد 126 دبابة إلى رومانيا و36 دبابة إلى بلغاريا فيما امتلك الجيش التشيكوسلوفاكي 298 دبابة، بعد احتلال تشيكوسلوفاكيا عام 1939 من قبل الألمان استولى الجيش الألماني على 244 دبابة فيما واستولت سلوفاكيا على 52 دبابة بعد إعلان استقلالها واستولت المجر على دبابتين.
خلال خدمتها في الجيش الألماني شاركت دبابات بانزر 35 في الكثير من أدوار ومراحل الحرب العالمية الثانية لاسيما غزو بولندا وغزو فرنسا وغزو الاتحاد السوفييتي.

## الوصف

### التسليح
التسليح الرئيسي لدبابة بانزر 35 يتألف من مدفع مضاد للدروع عيار 37 ملم من طراز "KwK 34t" مزود بمخفف ارتداد، المدفع يطلق قذائف زنة 0.815 كيلو جرام بسرعة 690 متراً بالثانية، وهو قادر على اختراق درع بسمك 37 مليمترا بدرجة ميلان 30° من مسافة 100 متر، وبسمك 31 ملم من مسافة 500 متر و 26 ملم من على بعد 1,000 متر و 22 ملم من مسافة 1,500 متر.
إضافة إلى المدفع فإن تسليح البانزر 35 يضم رشاشان MG 37t عيار 7.92، وتتكون ذخيرة المدفع من 72 قذيفة فيما تتألف ذخيرة الرشاشات الآلية من 1,800 طلقة من عيار 7.92.

### الحركة
زودت الدبابة بمحرك بنزين مبرد بالمياه من طراز شكودا T-11/0 بأربع أسطوانات يولد قوة 120 حصاناً، وتبلغ سعة الخزان الأساسي للدبابة 134 لترا، ويتواجد إضافة إلى الخزان الأساسي خزان احتياطي بسعة 29 لتراً. السرعة القصوى للدبابة تبلغ 34 كم بالساعة.

### الدرع
تبلغ سماكة الدرع في مقدمة برج الدبابة نحو 25 مليمترا فيما تتراوح سماكة الأجزاء الأخرى على النحو التالي:
| السمك/درجة الميلان عموديا | المقدمة   | الجوانب    | المؤخرة   | القمة/القعر |
| ------------------------- | --------- | ---------- | --------- | ----------- |
| البرج                     | 25 مم/10° | 15 مم/ 14° | 15 مم/15° | 8 مم/81-90° |
| البنية الفوقية            | 25 مم/17° | 16 مم/0°   | 15 مم/60° | 8 مم/85-90° |
| الهيكل                    | 25 مم/30° | 16 مم/0°   | 19 مم/0°  | 8 مم/90°    |

## التاريخ القتالي

### تشيكوسلوفاكيا

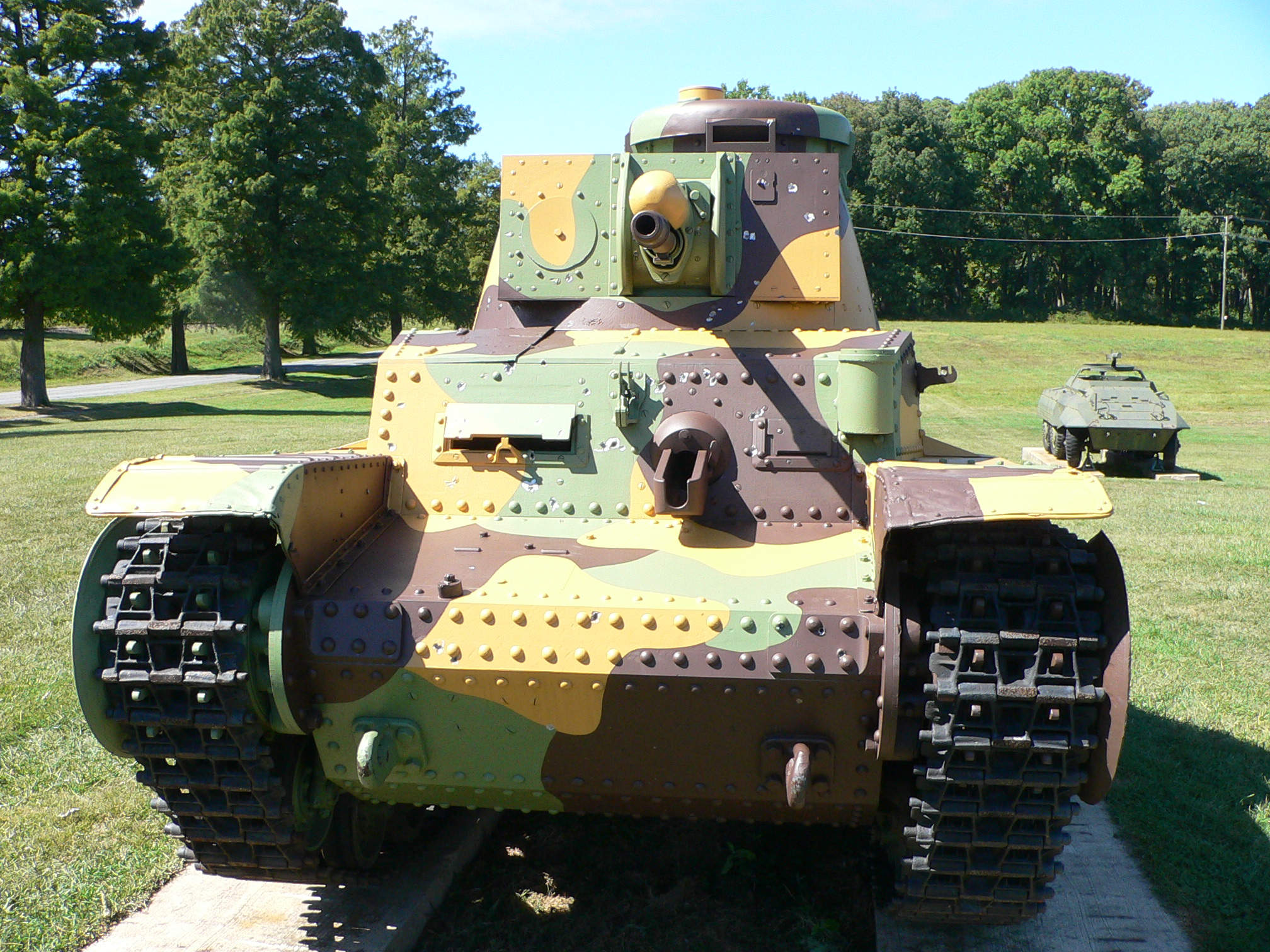
دبابة بانزر 35

امتلك الجيش التشيكوسلوفاكي 298 دبابة بانزر 35 توزعوا على الأفواج المدرعة للفرق الآلية الأربعة في الجيش خلال الفترة ما بين 1936-1939.

### ألمانيا

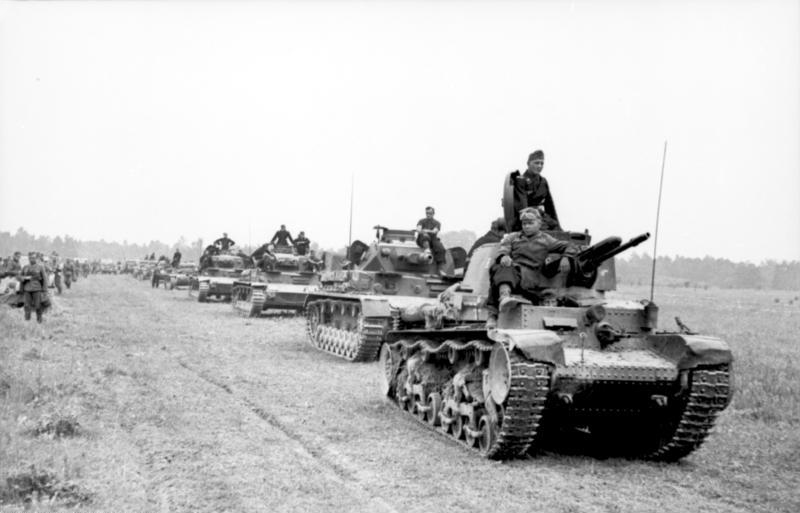
رتل دبابات للجيش الألماني تتقدمه دبابة بانزر 35 وخلفها دبابات بانزر-4

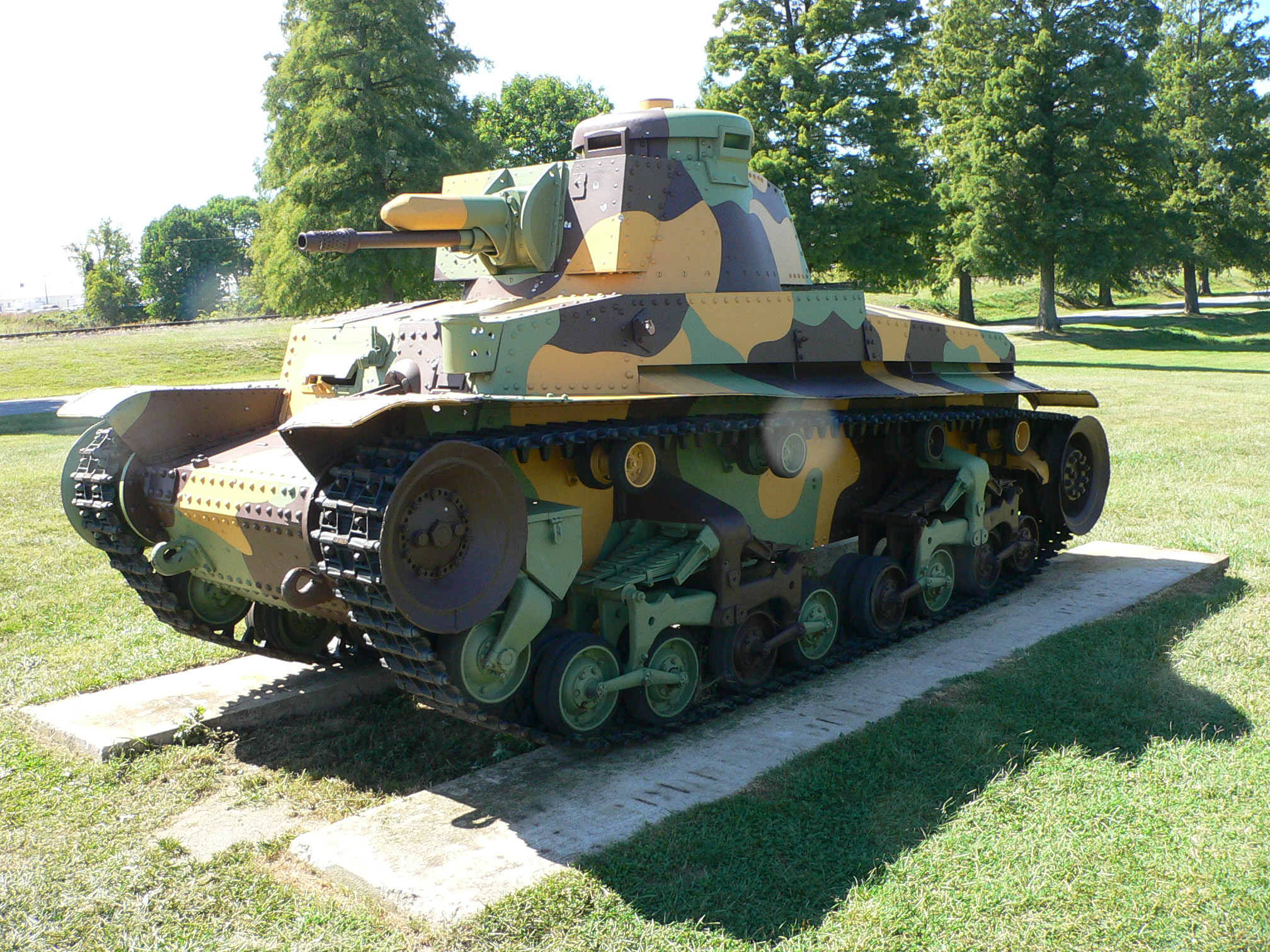
دبابة بانزر 35

بعد احتلال ألمانيا لجمهورية تشيكوسلوفاكيا في مارس 1939 استولى الجيش الألماني على 244 دبابة بانزر 35 كانت بحوزة الجيش التشيكي، وتم استخدام دبابات بانزر 35 كدبابة بديلة عن دبابة بانزر-3 في الوحدات الألمانية.

### سلوفاكيا
بعد أن اعلنت سلوفاكيا استقلاها عن تشيكوسوفاكيا استولى الجيش السلوفاكي على 52 دبابة بانز 35 وتم تشكيل كتيبة دبابات في الجيش السلوفاكي من دبابات البانزر 35 المستولى عليها.

### رومانيا
في اطار خطة عسكرية لتطوير وتسليح الجيش الروماني اشترت رومانيا من تشيكوسلوفاكيا 126 دبابة بانزر 35 في 14 أغسطس 1936 واستلمت رومانيا أول دفعة من دبابات بانزر 35 في أبريل-مايو 1937.

### بلغاريا
في يوليو 1939 زار رئيس وزراء بلغاريا العاصمة الألمانية برلين طلب خلال الزيارة حصول بلاده على 30 إلى 40 دبابة لتسليح الجيش البلغاري وهو ما تم الموافقة عليه من الطرف الألماني، أرسلت ألمانيا 26 دبابة بانزر 35 في النصف الأول من عام 1940 من احتياطي الجيش الألماني، الشحنة الثانية من الدبابات وصلت في أغسطس-أكتوبر من نفس العام وتتألف من 10 دبابات من نفس النوع لكن الاختلاف يكمن في أن الشحنة ثانية جاءت مباشرة من مصانع شركة شكودا إلى بلغاريا وهي مسلحة بمدفع عيار 37 ملم حديث، صنعت هذه الدبابات العشر للحكومة الأفغانية إلا أن ألمانيا بعد احتلالها لتشيكوسلوفاكيا ألغت الطلبية وباعت الدبابات لبلغاريا مقابل 945,000 رايخ مارك ألماني.

### المجر
استولت القوات المجرية على دبابة واحدة خلال احتلالها لكرباتو-أوكرانيا في 15 مارس 1939 ودبابة أخرى خلال الحرب المجرية السلوفاكية (14 - 24 مارس 1939)، طلبت المجر من شركة شكودا اصلاح الدبابتين إلا أن السعر لم يوافق عليه المجريين لكن شركة شكودا قامت باصلاح الدبابتين بالمجان بعد أن باعت ترخيصا لتصنيع دبابات توران في المجر وأعيدت الدبابتين للمجر في مارس 1941 حيث تم استخدامهم للتدريب في 1943.

## هوامش
1. ↑  Chamberlain and Doyle, p. 42
2. ↑  The Skoda tank in the Bulgarian Army نسخة محفوظة 29 يونيو 2017 على موقع واي باك مشين.
3. ↑  Kliment and Francev, pp. 97-8